# Dasypus yepesi
Dasypus yepesi är en däggdjursart som beskrevs av Vizcaíno 1995. Dasypus yepesi ingår i släktet långnosade bältor och familjen bältdjur. IUCN kategoriserar arten globalt som otillräckligt studerad. Inga underarter finns listade i Catalogue of Life.
Arten beskrevs ursprungligen 1933 som Dasypus mazzai men senare undersökningar av exemplarens morfologi indikerade att taxonets holotyp är identisk med ett ungdjur av niobandad bälta (Dasypus novemcinctus). Däremot föreställer andra exemplar av den ursprungliga samlingen en ny art som 1995 beskrevs som Dasypus yepesi. En genetisk studie från 2018 visade istället att holotypen avviker från niobandad bälta. Kanske kommer det ursprungliga namnet från 1933 godkännas i framtiden.
Djurets storlek ligger ungefär i mitten mellan niobandad bälta och kortsvansad sjubandad bälta. Antalet rörliga band i pansarets centrum varierar mellan sju och nio.
Arten förekommer i norra Argentina och kanske i angränsande områden av Bolivia. Den vistas i regioner som ligger 450 till 1800 meter över havet. Habitatet varierar mellan torra öppna landskap och fuktiga skogar.